# アーニャ
アーニャ（伊: Agna ）は、イタリア共和国ヴェネト州パドヴァ県にある、人口約3,200人の基礎自治体（コムーネ）。

## 地理

### 位置・広がり
パドヴァ県南東部のコムーネ。ロヴィーゴから北東へ17km、キオッジャから西南西へ25km、県都パドヴァから南南東へ27km、州都ヴェネツィアから南西へ41kmの距離にある。

#### 隣接コムーネ
隣接するコムーネは以下の通り。括弧内のVEはヴェネツィア県所属を示す。
- アングイッラーラ・ヴェーネタ
- アッレ
- バニョーリ・ディ・ソプラ
- カンディアーナ
- カヴァルツェレ (VE)
- コーナ (VE)
- コッレッツォラ

### 気候分類・地震分類
気候分類では、zona E, 2361 GGに分類される。
また、イタリアの地震リスク階級 (it) では、zona 3 (sismicità bassa) に分類される。